# Sandra Giles
Pour les articles homonymes, voir Giles.
Sandra Giles (née Lelia Bernice Giles le 24 juillet 1932 à Hooker dans l'Oklahoma et morte le 25 décembre 2016 à Los Angeles (Californie)) est une actrice et mannequin américaine.

## Filmographie

### Cinéma
- 1958 : Lost, Lonely and Vicious : Darlene
- 1958 : Daddy-O (en) de Lou Place : Jana Ryan
- 1958 : La Meneuse de jeu (The Matchmaker) : Older Beauty
- 1959 : A Lust to Kill (it) d'Oliver Drake : Belle
- 1963 : Blondes, brunes, rousses (It Happened at the World's Fair) : Lily
- 1965 : Les Éperons noirs (Black Spurs) de R. G. Springsteen : Sadie's girl
- 1967 : Border Lust
- 1969 : Tueur de filles (Flareup) : Nikki
- 1972 : Gunn la gâchette (Black Gunn) : Prostitute
- 1973 : Le Détraqué (The Mad Bomber) de Bert I. Gordon : Checkout Girl

### Télévision
- 1978 : Are You in the House Alone? : Hostess
- 1979 : Crisis in Mid-Air (en)) : Darlene
- 1981 : Crazy Times : Esther
- 1990 : Columbo - Meurtre en deux temps (Columbo: Murder in Malibu) : Sixth Woman